# Mons Agnes

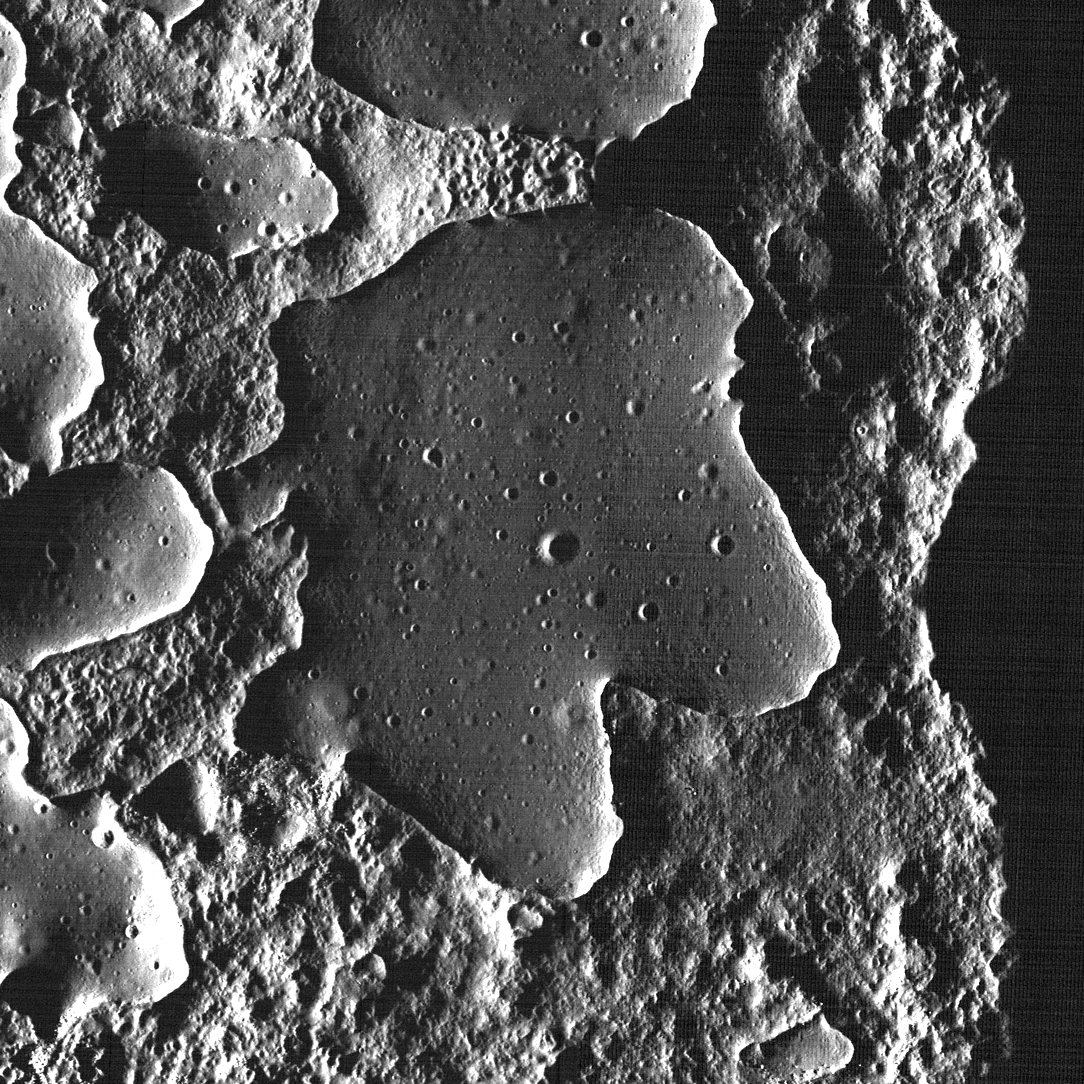
Hora Mons Agnes.

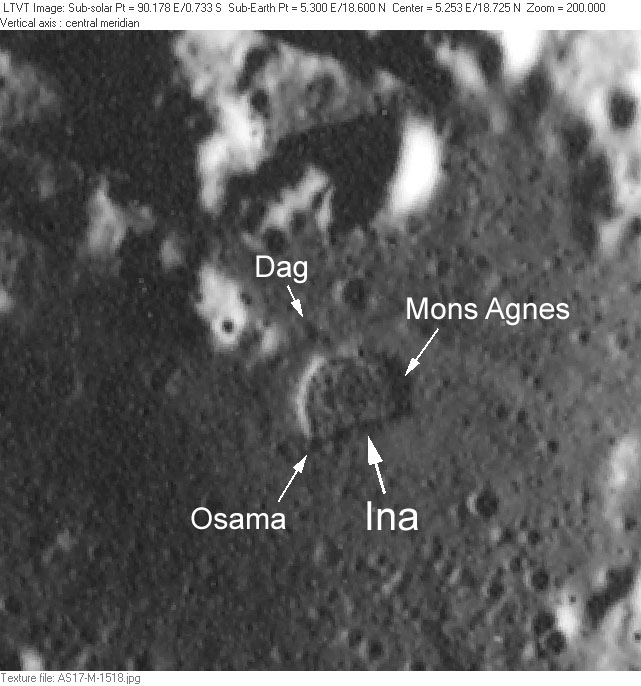
Hora Mons Agnes a blízké krátery.

Mons Agnes je malá hora nacházející se na severním okraji Lacus Felicitatis (Jezero štěstí) na přivrácené straně Měsíce, uvnitř kráteru Ina. Průměr základny je cca 0,65 km, střední selenografické souřadnice jsou 18,66° S, 5,34° V, pojmenována je podle řeckého ženského jména Agnes.